# Ruggero Tomaselli
Ruggero Tomaselli (Trento, 22 agosto 1920 – Monzuno, 30 marzo 1982) è stato un botanico italiano.

## Biografia

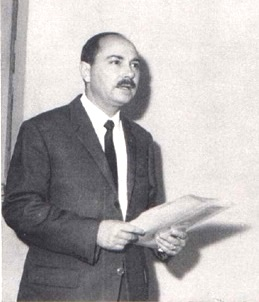
Ruggero Tomaselli

Nel 1943 si laureò all'Università degli Studi di Pavia in Scienze biologiche e iniziò la sua carriera universitaria come assistente della cattedra di Geologia; nel 1947 fu nominato assistente della cattedra di Botanica tenuta da Raffaele Ciferri.
Nel 1946 si specializzò in Citologia vegetale alla Sorbona e nel 1948 iniziò a lavorare presso la Station Internationale de Geobotanique Méditerranéenne et Alpine di Montpellier, sotto la direzione di J. Braun-Blanquet, dedicandosi allo studio della Fitosociologia.
Dopo aver vinto una borsa di studio presso l'Università del Kansas, dove nel 1952 lavorò con il geografo A. Wilhelm Kuchler, tornato a Pavia iniziò ad occuparsi di cartografia della vegetazione, realizzando importanti studi sulla vegetazione mediterranea.
Dal 1959 al 1964 fu prefetto dell'Orto botanico dell'Università di Catania. Dal 1964 al 1982 fu direttore dell'Istituto e dell'Orto Botanico di Pavia.
A Ruggero Tomaselli si attribuisce il merito di avere introdotto in Italia gli studi della Fitosociologia con la pubblicazione del volume Introduzione allo studio della fitosociologia, pubblicata a Milano nel 1956.

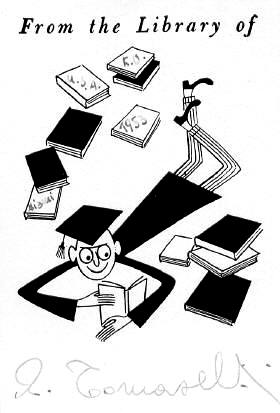
Ex libris di Ruggero Tomaselli

Le sue ricerche hanno influenzato per anni l'attività dell'Istituto di Botanica dell'Università di Pavia in campo geobotanico e cartografico: a Pavia pubblicò la prima carta della vegetazione naturale potenziale d'Italia che, insieme ad altri notevoli studi in campo fitosociologico, tra cui gli valse la presidenza del "Gruppo di esperti per la cartografia della vegetazione europea del Consiglio d'Europa".
Furono importanti anche le sue ricerche in campo ecologico e vegetazionale che ebbero un risvolto applicativo nella realizzazione della carta bioclimatica d'Italia.
L'Istituto di Botanica dell'Università di Pavia ha formalmente acquistato nel 1988 il suo consistente fondo librario e cartografico (223 contenitori contenenti le pubblicazioni in miscellanea, 420 volumi e circa 280 carte fitogeografiche con frequenti appunti originali dell'autore) di vario argomento (fitogeografia, cartografia, ecologia, fisiologia vegetale ecc.) ora in fase di catalogazione e confluito nella Biblioteca della Scienza e della Tecnica.

## Opere
- Ciferri, R; Tomaselli, R. 1952. Saggio di una sistematica micolichenologica. Atti Ist. Bot. Pavia serie 5, 10: 25-84
- Ciferri, R; Tomaselli, R. 1953. Tentative mycolichenes classification. Atti dell'Istituto Botanico della Università e Laboratorio Crittogamico di Pavia, serie 5, 10 (1): 25-84
- Ciferri, R; Tomaselli, R. 1954. Reply to Santesson's criticism on taxonomy of fungal symbionts of lichens. Taxon 3: 230-231
- Ciferri, R; Tomaselli, R. 1955. Sulla Nomenclatura del fungo simbionte dei licheni. Nuovo Giornale Botanico Italiano, N.S. 62 (3-4): 501-504
- Tomaselli, R; Ciferri, R. 1954. Scissioni di generi di licheni sulla base delle caratteristiche del fungo. Atti Ist. Bot. Univ. Pavia, serie 5, 12 (1): 30-69
- Ciferri, R; Tomaselli, R. 1957. Prospetto di una sistematica micolichenologica. Atti Ist. Bot. Univ. Pavia, serie 5, 14 (1-3): 247-262
- Tomaselli, R. 1950. Appunti sulla Sistematica e distribuzione geografica dei basidiolicheni. Archivio Botanico 28 (2): 3-19
- Tomaselli, R. 1951. Notes sur les basidiolichens. Revue Bryologique et Lichenologique, Série 2, 20 (1-2): 212-214
- Tomaselli, R. 1957. Modalitá di crescita di vari ceppi Italiani di Xanthoriomyces (fungo lichenizzante). Atti Ist. Bot. Univ. Pavia, serie 5, 12 (3-4): 320-359
- Tomaselli, R. 1962. Considerazioni sulla posizione sistemica degli ascomiceti simbionti nei licheni. Atti. Accad. Gioenia, serie 6, 14: 168-199, 5 figs. 2 diags.
- Tomaselli, R. 1964. Raffaele Ciferri (1897-1964). Atti Ist. Bot. Univ. Lab. Crittogam. Pavia, serie 5, Supl. 21: 55 pp.

## Riconoscimenti
Il suo nome è anche associato come qualificativo a diverse specie:
- (Bromeliaceae) Tillandsia tomasellii De Luca, Sabato, Balduzzi[4]
- (Zamiaceae) Dioon tomasellii Di Luca, Sabato & Vázq.Torres[5]

A lui è dedicato il Giardino Montano per la conservazione della biodiversità “Ruggero Tomaselli” presso la Cittadella di Scienze della Natura sita sulla vetta del Campo dei Fiori sopra Varese.